# Schweizer Eishockeymeisterschaft 1919/20
Die Saison 1919/20 war die zehnte reguläre Austragung der Schweizer Eishockeymeisterschaft. Meister wurde der HC Bellerive Vevey.

## Hauptrunde

### Serie Ost
24. Januar 1920 in Engelberg
- Akademischer EHC Zürich – SC Engelberg 2:0

Der Akademische EHC Zürich qualifizierte sich damit für den Meisterschaftsfinal.

### Serie West
15. Februar 1920 in Château-d'Oex
- HC Bellerive Vevey – HC Château-d’Oex 7:0

Der HC Bellerive Vevey qualifizierte sich damit für den Meisterschaftsfinal.

## Meisterschaftsfinal
- HC Bellerive Vevey – Akademischer EHC Zürich 3:0 Wertung wg. Nichtantritts